# Márki Andrea
Márki Andrea (Szeged, 1970. december 22. –) válogatott labdarúgó, hátvéd.

## Pályafutása

### A válogatottban
1996-ban három alkalommal szerepelt a válogatottban.

## Statisztika

### Mérkőzései a válogatottban
| Magyarország | Magyarország        | Magyarország | Magyarország | Magyarország | Magyarország | Magyarország | Magyarország | Magyarország    |
| #            | Dátum               | Helyszín     | Hazai        | Eredmény     | Vendég       | Kiírás       | Gólok        | Esemény         |
| ------------ | ------------------- | ------------ | ------------ | ------------ | ------------ | ------------ | ------------ | --------------- |
| 1.           | 1996. május 9.      | Isztambul    | Törökország  | 1 – 2        | Magyarország | Eb-selejtező | -            | lecserélve      |
| 2.           | 1996. augusztus 18. | Bécs         | Ausztria     | 1 – 3        | Magyarország | barátságos   | -            | 55'             |
| 3.           | 1996. augusztus 25. | Szeged       | Magyarország | 1 – 2        | Bulgária     | Eb-selejtező | -            | 38' 80' (öngól) |
|              | Összesen            |              |              | 3            | mérkőzés     |              | 0            | gól             |